# A magyar labdarúgó-válogatott 2023. március 23-i mérkőzése
A magyar labdarúgó-válogatott a 2023-as év első mérkőzését Észtország ellen játszotta 2023. március 23-án, mely egy felkészülési mérkőzés volt a 2024-es labdarúgó Európa-bajnoki selejtező-sorozatra. Ez volt a magyar labdarúgó-válogatott 977. hivatalos mérkőzése. Ez volt az ötvenedik mérkőzése Marco Rossinak magyar szövetségi kapitányként. A találkozót a magyar csapat nyerte meg 1–0 arányban, Ádám Martin első válogatottbeli góljával.

## Helyszín
A találkozó a budapesti Puskás Arénában került megrendezésre, 41.000 néző előtt.

## Örökmérleg a mérkőzés előtt
| Sorszám | Időpont       | Helyszín                        | Eredmény  | Kiírás                                |
| ------- | ------------- | ------------------------------- | --------- | ------------------------------------- |
| 1/778   | 2003. 11. 19. | Budapest, Üllői úti stadion     | 0–1 (0–0) | felkészülési                          |
| 2/793   | 2004. 12. 02. | Bangkok, Racsamangala Stadion   | 5–0 (4–0) | felkészülési                          |
| 3/873   | 2012. 10. 12. | Tallinn, A. Le Coq Aréna        | 1–0 (0–0) | 2014-es világbajnokság selejtező      |
| 4/882   | 2013. 09. 10. | Budapest, Puskás Ferenc Stadion | 5–1 (3–0) | 2014-es világbajnokság selejtező      |
| 5/931   | 2018. 10. 15. | Tallinn, A. Le Coq Aréna        | 3–3 (1–1) | 2018–2019-es Nemzetek Ligája (C liga) |
| 6/932   | 2018. 11. 15. | Budapest, Groupama Aréna        | 2–0 (1–0) | 2018–2019-es Nemzetek Ligája (C liga) |

| M | Gy | D | V | G+ | G– | Gk  | %    | Forrás |
| - | -- | - | - | -- | -- | --- | ---- | ------ |
| 6 | 4  | 1 | 1 | 16 | 5  | +11 | 75,0 |        |

Jelölések
- Az eredmények magyar szempontból értendők.
- Tétmérkőzés

## Keretek
megjegyzés: A táblázatokban szereplő adatok a mérkőzés előtti állapotnak megfelelőek.
A magyar válogatottba a 2023. március 23-i Észtország elleni felkészülési és a március 27-i Bulgária elleni Európa-bajnoki selejtezőmérkőzésekre a következő játékosok kaptak meghívást. Az előző kerethez képest kimaradt sérülés miatt Gulácsi Péter, Callum Styles és Schäfer András, a játékhiányban szenvedő Szappanos Péter és Tóth Balázs, a meccshiánnyal küzdő Baráth Péter, valamint Nagy Zsolt, aki hosszas sérülésen van túl. A helyükre a keretbe négy játékos most kapott először meghívót. Demjén Patrik és Hegyi Krisztián kapusok, Csoboth Kevin valamint az OTP Bank Liga góllövőlistáját a kerethirdetés időpontjában 17 góllal vezető Varga Barnabás támadók.
| Magyarország                     | Magyarország        | Magyarország                     | Magyarország | Magyarország | Magyarország       | Magyarország                    |
| Poszt                            | Név                 | Születési idő és életkor         | Vál.         | Gól          | Klub               | Utolsó válogatottság            |
| -------------------------------- | ------------------- | -------------------------------- | ------------ | ------------ | ------------------ | ------------------------------- |
| K                                | Demjén Patrik       | 1998. március 22. (25 évesen)    | 0            | 0            | Zalaegerszeg       | –                               |
| K                                | Dibusz Dénes        | 1990. november 16. (32 évesen)   | 24           | 0            | Ferencváros        | 2022.11.20-án Görögország ellen |
| K                                | Hegyi Krisztián     | 2002. szeptember 24. (20 évesen) | 0            | 0            | West Ham United    | –                               |
| V                                | Balogh Botond       | 2002. június 6. (20 évesen)      | 1            | 0            | Parma              | 2021.11.12-én San Marino ellen  |
| V                                | Botka Endre         | 1994. augusztus 25. (28 évesen)  | 20           | 1            | Ferencváros        | 2022.11.20-án Görögország ellen |
| V                                | Lang Ádám           | 1993. január 17. (30 évesen)     | 55           | 1            | Omónia             | 2022.11.20-án Görögország ellen |
| V                                | Mocsi Attila        | 2000. május 29. (22 évesen)      | 0            | 0            | Zalaegerszeg       | –                               |
| V                                | Orbán Willi         | 1992. november 3. (30 évesen)    | 37           | 5            | RB Leipzig         | 2022.11.20-án Görögország ellen |
| V                                | Szalai Attila       | 1998. január 20. (25 évesen)     | 31           | 1            | Fenerbahçe         | 2022.11.20-án Görögország ellen |
| KP                               | Bolla Bendegúz      | 1999. november 22. (23 évesen)   | 8            | 0            | Grasshoppers       | 2022.09.26-án Olaszország ellen |
| KP                               | Ferenczi János      | 1991. április 3. (31 évesen)     | 1            | 0            | Debrecen           | 2019.09.05-én Montenegró ellen  |
| KP                               | Fiola Attila*       | 1990. február 17. (33 évesen)    | 52           | 2            | Fehérvár           | 2022.11.20-án Görögország ellen |
| KP                               | Kalmár Zsolt        | 1995. június 9. (27 évesen)      | 29           | 3            | DAC                | 2022.11.20-án Görögország ellen |
| KP                               | Kerkez Milos        | 2003. november 7. (19 évesen)    | 4            | 0            | AZ                 | 2022.11.20-án Görögország ellen |
| KP                               | Kleinheisler László | 1994. április 8. (28 évesen)     | 44           | 3            | Panathinaikósz     | 2022.09.26-án Olaszország ellen |
| KP                               | Nagy Ádám           | 1995. június 17. (27 évesen)     | 66           | 1            | Pisa               | 2022.11.20-án Görögország ellen |
| KP                               | Nego Loïc           | 1991. január 15. (32 évesen)     | 26           | 2            | Fehérvár           | 2022.09.26-án Olaszország ellen |
| KP                               | Vécsei Bálint       | 1993. július 13. (29 évesen)     | 10           | 1            | Ferencváros        | 2022.06.11-én Németország ellen |
| CS                               | Ádám Martin         | 1994. november 6. (28 évesen)    | 10           | 0            | Ulszan Hyundai     | 2022.11.20-án Görögország ellen |
| CS                               | Csoboth Kevin       | 2000. június 20. (22 évesen)     | 0            | 0            | Újpest             | –                               |
| CS                               | Gazdag Dániel       | 1996. március 2. (27 évesen)     | 18           | 4            | Philadelphia Union | 2022.11.17-én Luxemburg ellen   |
| CS                               | Németh András       | 2002. november 9. (20 évesen)    | 1            | 1            | Hamburg            | 2022.11.17-én Luxemburg ellen   |
| CS                               | Sallai Roland       | 1997. május 22. (25 évesen)      | 38           | 9            | Freiburg           | 2022.11.20-án Görögország ellen |
| CS                               | Szoboszlai Dominik  | 2000. október 25. (22 évesen)    | 28           | 6            | RB Leipzig         | 2022.11.20-án Görögország ellen |
| CS                               | Varga Barnabás      | 1994. október 25. (28 évesen)    | 0            | 0            | Paks               | –                               |
| Szövetségi kapitány: Marco Rossi |                     |                                  |              |              |                    |                                 |

*A térdsérüléssel bajlódó Fiola Attila az egészségügyi stáb egyértelmű szakvéleménye alapján nem lenne bevethető sem az Észtország elleni felkészülési, sem a Bulgária elleni Eb-selejtezőn, ezért a MOL Fehérvár védője 2023. március 20-án visszatért a klubjához, ott végzi a rehabilitációs munkát.
Az észt válogatottba a 2023. március 23-i Magyarország elleni felkészülési és március 27-i Ausztria elleni Eb-selejtező mérkőzésekre a következő játékosok kaptak meghívást:
| Észtország                          | Észtország           | Észtország                       | Észtország | Észtország | Észtország            | Észtország                     |
| Poszt                               | Név                  | Születési idő és életkor         | Vál.       | Gól        | Klub                  | Utolsó válogatottság           |
| ----------------------------------- | -------------------- | -------------------------------- | ---------- | ---------- | --------------------- | ------------------------------ |
| K                                   | Karl Jakob Hein      | 2002. július 9. (20 évesen)      | 18         | 0          | Arsenal U21           | 2022.11.19-én Litvánia ellen   |
| K                                   | Matvei Igonen        | 1996. október 2. (26 évesen)     | 14         | 0          | Bielsko-Biała         | 2022.06.13-án Albánia ellen    |
| K                                   | Karl Andre Vallner   | 1998. február 28. (25 évesen)    | 1          | 0          | Levadia Tallinn       | 2023.01.08-án Izland ellen     |
| V                                   | Nikita Baranov       | 1992. augusztus 19. (30 évesen)  | 45         | 0          | Pjunik Jerevan        | 2022.11.16-án Lettország ellen |
| V                                   | Ken Kallaste         | 1988. augusztus 31. (34 évesen)  | 57         | 0          | FC Flora              | 2023.01.12-én Finnország ellen |
| V                                   | Märten Kuusk         | 1996. április 5. (26 évesen)     | 22         | 0          | FC Flora              | 2022.11.19-én Litvánia ellen   |
| V                                   | Karol Mets           | 1993. május 16. (29 évesen)      | 84         | 0          | FC St. Pauli          | 2022.11.19-én Litvánia ellen   |
| V                                   | Maksim Paskotši      | 2003. január 19. (20 évesen)     | 16         | 0          | Tottenham Hotspur U21 | 2022.06.13-án Albánia ellen    |
| V                                   | Rasmus Peetson       | 1995. május 3. (27 évesen)       | 6          | 1          | Levadia Tallinn       | 2023.01.12-én Finnország ellen |
| V                                   | Artur Pikk           | 1993. március 5. (30 évesen)     | 48         | 1          | Odra Opole            | 2022.06.05-én Argentína ellen  |
| V                                   | Joonas Tamm          | 1992. február 2. (31 évesen)     | 52         | 4          | FCSB                  | 2022.09.26-án San Marino ellen |
| V                                   | Taijo Teniste        | 1988. január 31. (35 évesen)     | 98         | 2          | JK Tammeka            | 2023.01.12-én Finnország ellen |
| KP                                  | Mattias Käit         | 1998. június 29. (24 évesen)     | 45         | 8          | FC Rapid București    | 2022.11.19-én Litvánia ellen   |
| KP                                  | Martin Miller        | 1997. szeptember 25. (25 évesen) | 22         | 2          | FC Flora              | 2023.01.12-én Finnország ellen |
| KP                                  | Markus Poom          | 1999. február 27. (24 évesen)    | 15         | 0          | Shamrock Rovers       | 2023.01.12-én Finnország ellen |
| KP                                  | Rocco Robert Shein   | 2003. július 14. (19 évesen)     | 3          | 0          | Utrecht               | 2022.11.19-én Litvánia ellen   |
| KP                                  | Georgi Tunjov        | 2001. április 17. (21 évesen)    | 8          | 0          | SPAL                  | 2022.11.19-én Litvánia ellen   |
| KP                                  | Konstantin Vassiljev | 1984. augusztus 16. (38 évesen)  | 148        | 28         | FC Flora              | 2023.01.12-én Finnország ellen |
| CS                                  | Henri Anier          | 1990. december 17. (32 évesen)   | 85         | 21         | Muangthong United     | 2022.09.26-án San Marino ellen |
| CS                                  | Henrik Ojamaa        | 1991. május 20. (31 évesen)      | 56         | 1          | FC Flora              | 2023.01.12-én Finnország ellen |
| CS                                  | Rauno Sappinen       | 1996. január 23. (27 évesen)     | 49         | 10         | Stal Mielec           | 2022.11.19-én Litvánia ellen   |
| CS                                  | Vlasiy Sinyavskiy    | 1996. november 27. (26 évesen)   | 22         | 0          | 1. FC Slovácko        | 2022.11.19-én Litvánia ellen   |
| CS                                  | Erik Sorga           | 1999. július 8. (23 évesen)      | 24         | 4          | Lokomotiv Plovdiv     | 2022.11.19-én Litvánia ellen   |
| CS                                  | Sergei Zenjov        | 1989. április 20. (33 évesen)    | 104        | 17         | FC Flora              | 2023.01.12-én Finnország ellen |
| Szövetségi kapitány: Thomas Häberli |                      |                                  |            |            |                       |                                |

## A mérkőzés
| 2023. március 23. 19:30 |

| Magyarország                  | 1 – 0               | Észtország             |
| ----------------------------- | ------------------- | ---------------------- |
| Ádám 41' (1–0) Szoboszlai 58' | (1 – 0) Jegyzőkönyv | 70' Baranov 81' Tunjov |

| Puskás Aréna, Budapest Nézőszám: 41 000 Játékvezető: Walter Altmann (osztrák) |

### Az összeállítások
| Magyarország | Észtország |

| K                        | 1  | Dibusz Dénes        |     |           |
| V                        | 2  | Lang Ádám           |     |           |
| V                        | 6  | Willi Orbán         |     |           |
| V                        | 4  | Szalai Attila       |     |           |
| KP                       | 14 | Bolla Bendegúz      |     | 84'       |
| KP                       | 13 | Kalmár Zsolt        |     | 60'       |
| KP                       | 23 | Vécsei Bálint       |     | szünetben |
| KP                       | 11 | Kerkez Milos        |     |           |
| CS                       | 20 | Sallai Roland       |     | 76'       |
| CS                       | 9  | Ádám Martin         |     | 60'       |
| CS                       | 10 | Szoboszlai Dominik  | 58' | 76'       |
| Cserék:                  |    |                     |     |           |
| KP                       | 8  | Nagy Ádám           |     | szünetben |
| KP                       | 15 | Kleinheisler László |     | 60'       |
| CS                       | 16 | Gazdag Dániel       |     | 60'       |
| CS                       | 17 | Csoboth Kevin       |     | 76'       |
| CS                       | 19 | Németh András       |     | 76'       |
| V                        | 21 | Botka Endre         |     | 84'       |
| Fel nem használt cserék: |    |                     |     |           |
| K                        | 12 | Demjén Patrik       |     |           |
| V                        | 3  | Ferenczi János      |     |           |
| V                        | 5  | Balogh Botond       |     |           |
| KP                       | 7  | Loïc Nego           |     |           |
| CS                       | 18 | Varga Barnabás      |     |           |
| V                        | 24 | Mocsi Attila        |     |           |
| Szövetségi kapitány:     |    |                     |     |           |
| Marco Rossi              |    |                     |     |           |

| K                        | 12 | Karl Jakob Hein      |     |           |
| V                        | 2  | Märten Kuusk         |     |           |
| V                        | 13 | Maksim Paskotši      |     |           |
| V                        | 21 | Nikita Baranov       | 70' | 82'       |
| KP                       | 11 | Henrik Ojamaa        |     | szünetben |
| KP                       | 5  | Rocco Robert Shein   |     | szünetben |
| KP                       | 14 | Konstantin Vassiljev |     | 64'       |
| KP                       | 8  | Vlasiy Sinyavskiy    |     |           |
| KP                       | 3  | Artur Pikk           |     | 84'       |
| CS                       | 4  | Mattias Käit         |     |           |
| CS                       | 15 | Rauno Sappinen       |     | szünetben |
| Cserék:                  |    |                      |     |           |
| V                        | 6  | Erko Jonne Tõugjas   |     | 82'       |
| KP                       | 7  | Georgi Tunjov        | 81' | 64'       |
| CS                       | 9  | Erik Sorga           |     | szünetben |
| CS                       | 10 | Sergei Zenjov        |     | szünetben |
| KP                       | 17 | Martin Miller        |     | szünetben |
| CS                       | 26 | Sten Reinkort        |     | 84'       |
| Fel nem használt cserék: |    |                      |     |           |
| K                        | 1  | Matvei Igonen        |     |           |
| K                        | 22 | Karl Andre Vallner   |     |           |
| V                        | 16 | Joonas Tamm          |     |           |
| KP                       | 18 | Karol Mets           |     |           |
| KP                       | 19 | Nikita Vassiljev     |     |           |
| KP                       | 20 | Bogdan Vaštšuk       |     |           |
| V                        | 23 | Taijo Teniste        |     |           |
| V                        | 25 | Marko Lipp           |     |           |
| Szövetségi kapitány:     |    |                      |     |           |
| Thomas Häberli           |    |                      |     |           |

| Negyedik játékvezető: Julian Weinberger VAR videóbíró: Manuel Schuettengruber Asszisztensek: Robert Steinacher Andreas Witschnigg |

A mérkőzés statisztikái
| Magyarország |                      | Észtország |
| ------------ | -------------------- | ---------- |
| 55%          | Labdabirtoklás       | 45%        |
| 1            | Gól                  | 0          |
| 1            | Sárga lap            | 2          |
| 0            | Piros lap            | 0          |
| 9            | Szöglet              | 4          |
| 1            | Les                  | 1          |
| 34           | Támadások száma      | 17         |
| 17           | Lövés                | 10         |
| 8            | Kaput eltalált lövés | 3          |
| 4            | Blokkolt lövés       | 2          |
| 3            | Kapus védés          | 6          |
| 485          | Passz                | 380        |
| 415          | Sikeres passz        | 301        |
| 86%          | Passz hatékonyság    | 79%        |
| 12           | Szabálytalanságok    | 15         |

## Örökmérleg a mérkőzés után
| Sorszám | Időpont       | Helyszín                        | Eredmény  | Kiírás                                |
| ------- | ------------- | ------------------------------- | --------- | ------------------------------------- |
| 1/778   | 2003. 11. 19. | Budapest, Üllői úti stadion     | 0–1 (0–0) | felkészülési                          |
| 2/793   | 2004. 12. 02. | Bangkok, Racsamangala Stadion   | 5–0 (4–0) | felkészülési                          |
| 3/873   | 2012. 10. 12. | Tallinn, A. Le Coq Aréna        | 1–0 (0–0) | 2014-es világbajnokság selejtező      |
| 4/882   | 2013. 09. 10. | Budapest, Puskás Ferenc Stadion | 5–1 (3–0) | 2014-es világbajnokság selejtező      |
| 5/931   | 2018. 10. 15. | Tallinn, A. Le Coq Aréna        | 3–3 (1–1) | 2018–2019-es Nemzetek Ligája (C liga) |
| 6/932   | 2018. 11. 15. | Budapest, Groupama Aréna        | 2–0 (1–0) | 2018–2019-es Nemzetek Ligája (C liga) |
| 7/977   | 2023. 03. 23. | Budapest, Puskás Aréna          | 1–0 (1–0) | felkészülési                          |

| M | Gy | D | V | G+ | G– | Gk  | %    | Forrás |
| - | -- | - | - | -- | -- | --- | ---- | ------ |
| 7 | 5  | 1 | 1 | 17 | 5  | +12 | 78,5 |        |

Jelölések
- Az eredmények magyar szempontból értendők.
- Tétmérkőzés